# Символи за шахматна нотация
Вижте също Шахматна нотация.
Символите за шахматна нотация са общоприети знаци, които често се използват от коментаторите при анотиране на шахматни игри. Удивителните и въпросителните знаци, показващи даден ход като добър или лош, са повсеместни в шахматната литература.  Някои публикации, предназначени за международна аудитория, като Шаховски информатор, имат широк набор от допълнителни знаци, които преодоляват езиковите бариери. 
Общи символи за преценка на достойнствата на даден ход са „??“, „?“, „?!“, „!?“, „!“ и „!!“. В тези случаи съответният символ се поставя в текста веднага след хода (например Тe7? или Kh1!?, вижте Шахматна нотация).
Използването на тези символи е субективно, тъй като различните коментатори използват едни и същи символи по различни начини. Освен това използването на символи от коментатора често зависи от силата на играча: позиционно недоразумение, за което коментаторът може да даде "??", ако се играе от силен гросмайстор, може да остане незабелязано, ако играе новак.
Използването на символи за бележки също може да бъде повлияно от изхода на играта, независимо от действителното качество на хода; тази тенденция понякога се нарича „Анотация по резултат“.

## Оценъчни символи

### Ходове
Оценъчни символи на ходовете по реда на повишаване на ефективността на хода:

## Други символи
Има и други символи, използвани от различни шахматни машини и публикации, като Шаховски информатор и Енциклопедия на шахматните дебюти, когато се коментират ходове или описват позиции.  Много от символите вече имат кодировки Уникод, но доста все още изискват специален шахматен шрифт с подходящи знаци.

### Позиции и условия
| Символ   | Значение                                         | Пояснение                                   |
| -------- | ------------------------------------------------ | ------------------------------------------- |
| ↑        | Инициатива                                       | Предимство в инициатива                     |
| →        | Атака                                            | Игра с атака                                |
| ⇄        | Контраигра                                       | Играчът има контраигра                      |
| ↻ или ↑↑ | Развитие                                         | Водещ в развитието                          |
| ○        | Пространство                                     | Повече пространство, контролирано от играча |
| ⊕        | Недостиг на време – цайтнот (на немски: zeitnot) | Остава малко време на часовника на играча   |
| ⊙        | Цугцванг                                         |                                             |
| +        | Шах                                              |                                             |
| ++       | Двоен шах                                        |                                             |
| Х (#)    | Мат                                              |                                             |